# Свети Георги Граматиков
„Свети Георги Граматиков“ (на гръцки: Άγιος Γεώργιος του Άρχοντος Γραμματικού) е средновековна православна църква в южномакедонския град Бер (Верия), Егейска Македония, Гърция. Храмът е част от енория „Сретение Господне“.

## История
Храмът е изграден в началото на XIV век. Между XVI – XVII век няколко пъти е променян в архитектурно отношение. Представлява трикорабна базилика с дървен покрив. Обилната вътрешна стенописна декорация прави храма един от най-важните в града – стенописите датират от 1380 до началото на XVIII век. На южната стена е впечатляващата сцена Христос Окован с монаси.